# 1880 v športu
1880 v športu.

## Bejzbol
- Chicago White Stockings osvoji naslov prvaka Narodne lige
- Zadnja organizacija konkurenčna Narodni ligi propade

## Golf
- Odprto prvenstvo Anglije - zmagovalec Bob Ferguson

## Konjske dirke
- 18. maj: Kentucky Derby - zmagovalec Fonso

## Kriket
- 6.-8. september, London - Anglija premaga Avstralijo v testnem kriketu za 5

## Nogomet
- 10. april: FA Cup - Clapham Rovers F.C. premaga Oxford University A.F.C. z 1-0

## Veslanje
- Regata Oxford-Cambridge - zmagovalec Oxford

## Rojstva
- 2. februar — Frederick Lane, avstralski plavalec
- 8. april — Thomas Thomas, valižanski boksar
- 22. junij - Rhys Gabe, valižanski ragbist
- 4. september — Archie Hahn, ameriški atlet
- 5. oktober — Piet de Brouwer, nizozemski lokostrelec